# Championnat du Togo de football 2014
Navigation
Saison précédente Saison 2016-2017
Le championnat du Togo de football 2014 est la cinquante-et-unième édition de la première division togolaise. Elle oppose les douze meilleurs clubs du Togo en une série de vingt-deux journées où chaque formation affronte deux fois toutes les autres équipes. À l’issue de la saison, les deux derniers du classement sont relégués et remplacés par les deux meilleurs clubs de deuxième division.
C’est le club de l’AC Semassi qui est sacré cette saison après avoir terminé en tête du classement avec cinq points d'avance sur l'AS Togo-Port et sur le tenant du titre, les Anges FC de Notsé. C'est le dixième titre de champion du Togo de l'histoire du club, le premier depuis 1999.
Le champion du Togo se qualifie pour la compétition continentale qu'est la Ligue des champions de la CAF. Son dauphin participe lui à la Coupe de la confédération.

## Les clubs participants
- Maranatha FC
- Unisport de Sokodé
- ASKO Kara
- OC Agaza
- AS Togo-Port
- Gomido Kpalimé
- AC Semassi
- Dynamic Togolais
- Foadan FC
- AS Douanes Lomé
- Gbikinti FC
- Anges FC de Notsé

## Compétition

### Classement
Le barème utilisé pour établir le classement est le suivant :
- Victoire : 3 points
- Match nul : 1 point
- Défaite, forfait ou abandon : 0 point

| Rang | Équipe             | Pts | J  | G  | N | P  | Bp | Bc | Diff |
| ---- | ------------------ | --- | -- | -- | - | -- | -- | -- | ---- |
| 1    | AC Semassi         | 42  | 22 | 11 | 9 | 2  | 24 | 10 | +14  |
| 2    | AS Togo-Port       | 37  | 22 | 10 | 7 | 5  | 17 | 12 | +5   |
| 3    | Anges FC de NotséT | 37  | 22 | 10 | 7 | 5  | 17 | 13 | +4   |
| 4    | Foadan FC          | 31  | 22 | 8  | 7 | 7  | 21 | 19 | +2   |
| 5    | Dynamic Togolais   | 30  | 22 | 8  | 6 | 8  | 27 | 21 | +6   |
| 6    | Maranatha FC       | 30  | 22 | 9  | 3 | 10 | 22 | 26 | -4   |
| 7    | Unisport de Sokodé | 27  | 22 | 6  | 9 | 7  | 14 | 16 | -2   |
| 8    | ASKO Kara          | 27  | 22 | 7  | 6 | 9  | 15 | 18 | -3   |
| 9    | OC Agaza           | 26  | 22 | 6  | 8 | 8  | 17 | 18 | -1   |
| 10   | Gbikinti FC        | 25  | 22 | 7  | 4 | 11 | 24 | 30 | -6   |
| 11   | Gomido Kpalimé     | 25  | 22 | 6  | 7 | 9  | 21 | 33 | -12  |
| 12   | AS Douanes Lomé    | 18  | 22 | 5  | 3 | 14 | 20 | 29 | -9   |

|  | Qualifié pour la Ligue des champions de la CAF 2015 |
|  | Qualifié pour la Coupe de la confédération 2015     |
|  | Relégué en 2e division                              |
|  | T : Tenant du titre                                 |

## Bilan de la saison
| Championnat du Togo de football 2014 |                        |
| Champion                             | AC Semassi (10e titre) |
| Qualifications continentales         |                        |
| Ligue des champions de la CAF 2015   | AC Semassi             |
| Coupe de la confédération 2015       | AS Togo-Port           |
| Promotions et relégations            |                        |
| Promus en Championnat National       | Kotoko FC              |
| Promus en Championnat National       | US Koroki              |
| Relégués en Deuxième division        | Gomido Kpalimé         |
| Relégués en Deuxième division        | AS Douanes Lomé        |